# Rivière Marsoui Est
Rivière Marsoui Est är ett vattendrag i Kanada.   Det ligger i provinsen Québec, i den östra delen av landet, 800 km nordost om huvudstaden Ottawa.
I omgivningarna runt Rivière Marsoui Est växer i huvudsak blandskog. Runt Rivière Marsoui Est är det mycket glesbefolkat, med 2 invånare per kvadratkilometer.